# Думбревіца (Хунедоара)
Думбревіца (рум. Dumbrăvița) — село у повіті Хунедоара в Румунії. Входить до складу комуни Ілія.
Село розташоване на відстані 311 км на північний захід від Бухареста, 16 км на захід від Деви, 120 км на південний захід від Клуж-Напоки, 115 км на схід від Тімішоари.

## Населення
За даними перепису населення 2002 року у селі проживали 45 осіб, усі — румуни. Усі жителі села рідною мовою назвали румунську.